# カチン州
カチン州（カチンしゅう、ビルマ語：ကချင်ပြည်နယ်、ジンポー語：Jinghpaw mung、Wunpawng mung）はミャンマーの行政区画である。

## 歴史
1947年2月12日、アウンサン率いるビルマ政府は、シャン族・カチン族・チン族との間にパンロン協定を調印した。協定は「フロンティア地域の内政に関する完全な自治」を原則的に受容し、憲法制定会議によるカチン州の建国すら想定していた。1948年、カチン州はイギリス統治下のビルマでの2つの地方民政管区、バーモ県とミッチーナー県（旧称はミイトキーナ）をより大きな北部管区のプーターオ県と一つにまとめて形成された。
広大な山間奥地には主にカチン族が居住しているのに対して、人口密度のより高い鉄道回廊と南部渓谷は主にシャン族とビルマ族が居住している。英国の植民地支配以前、カチン産翡翠（jadeite）全体の約75%は中国向けで、中国内では中国の国産翡翠（nephrite）よりもはるかに珍重されていた。ビルマ建国当初、北の国境は画定されておらず、中国政府 (Government of China) はカチン州の北部半分（中国名：江心坡）が18世紀以来中国領土であったと主張していた。しかし、1960年に中国・ビルマ間で中緬辺界条約が締結されたことで、江心坡はビルマ領と画定した。
カチン族軍隊は、以前はビルマ軍の主力を構成していた。1962年のネ・ウィン政権によるビルマ連邦憲法の一方的な廃止に伴い、カチン族の軍隊は撤収してカチン独立機構 (KIO)の指揮下にカチン独立軍 (KIA)を組織した。主要都市と鉄道回廊を別とすれば、カチン州は1960年代中頃から1994年まで事実上独立状態となり、経済は密輸・中国との翡翠貿易・麻薬で成り立っていた。1994年にミャンマー軍が攻撃して翡翠鉱山を制圧後、平和条約が締結され、ミャンマー軍の庇護のもと、KIOは州の大半の実効支配が許されている。この停戦は、直ちにKIOやKIAによるミャンマー軍事政権との偽和平合意に反対する数多くの分派の形成という結果をもたらし、その後の政治的状況は非常に不安定な状態に置かれている。
2011年、KIAとミャンマー軍の武力衝突が再開。2011年の6月から9月にかけて1,397世帯から計5,580人の国内避難民が発生し、カチン州のミャンマー政府管理地域の避難キャンプ（英: Je Yang Hka Internally displaced peoples camp）に収容されている。2013年には、再び停戦の合意がなされている。

## 地理
ミャンマーの北部に位置し、シャン州、ザガイン地方域、中華人民共和国、インドに接する。東部のミッチーナーに流れるエーヤワディー川が、フーコン渓谷にはチンドウィン川(旧称「ニンビン川」)が流れ、第二次世界大戦中のビルマの戦いにおいて天然の障害物として両軍を苦しめたことで知られている。
カチン州最北部に位置する標高5,881mのカカボラジ山は、ミャンマーの最高峰、そして東南アジアの最高峰であり、ヒマラヤ山脈の遠い支脈に位置する山である。

## 行政区画
4県を管轄する。
- バーモ県（英語版）
  - バーモ郡区（英語版）
  - en:Shwegu Township
  - en:Momauk Township
  - en:Mansi Township

- ミッチーナー県（英語版）
  - ミッチーナー郡区（英語版）
  - en:Waingmaw Township
  - en:Injangyang Township
  - en:Tanai Township
  - en:Chipw Township
  - en:Sawlaw Township

- プーターオ県（英語版）
  - プーターオ郡区（英語版）　イギリス軍のフォート・ヘルツ（英語版）（前哨基地）があった。
  - en:Sumprabum Township
  - en:Machanbaw Township
  - en:Kawnglanghpu Township
  - en:Nogmung Township

- モーニイン県（英語版）
  - モーガウン郡区（英語版）
  - en:Mohnyin Township
  - en:Hpakant Township

## 隣接行政区画
- チベット自治区・ニンティ市
- 雲南省・怒江リス族自治州、保山市、徳宏タイ族チンポー族自治州
- シャン州
- ザガイン地方域
- アルナーチャル・プラデーシュ州

## 産業
伝統的なカチン族の社会は、山間丘陵部の焼畑農業に依存している。フーコン渓谷がコハクや金の産地として開発され、現在、フーコン渓谷は「ゴールド・ラッシュ」であると云われている。
パーカンでは、ヒスイ（硬玉）の採掘が行われており、2016年には5.8m、重さ170トン以上の世界最大級の原石が発見されている。ヒスイの採掘は、多数の貧しい人々も加わり行われており、2020年7月2日に採掘場の一つが地すべり崩壊を起こした際には死者160人以上を出す惨事となった。

## 政治
政治上の権力は、身近な近親者からのサポートに依存した族長に基づいていた。

## 宗教
伝統的宗教はアニミズムであったが、英国植民地時代以来の伝道活動で人口の大多数がキリスト教（多くはバプテスト教会で、少数がカトリック教会）に転向した。

## 結婚
人類学者は、カチン族の母方いとこ婚（maternal cousin marriage）の習慣に大いに注目している。カチン族の習慣では、男は「母の兄弟の娘」と結婚することは可能だが「父の姉妹の娘」と結婚することは許されないのである。

## 脚註
1. ↑  倉部慶太『2019 年度言語研修「ジンポー語」研修テキスト 3　ジンポー語用例辞典』アジア・アフリカ言語文化研究所、2019年。ISBN 9784863373211。
2. ↑  一方、「もう一つの中国政府」である中華民国（台湾）政府は、今でも自国の主権が及ぶ「中国領土の一部分」であるとし、中緬辺界条約による国境線の変更を公式に認めていない。ただし現時点で、領有権問題に関する具体的な主張や行動は見られない。
3. ↑  http://www.mrtv3.net.mm/newpaper/411newsn.pdf%5B%5D Page 8 Col 4
4. ↑  The Columbia Encyclopedia, Sixth Edition[リンク切れ]
5. ↑  Hkakabo Razi summary
6. ↑  全長5.8メートル、ミャンマーで巨大なヒスイの原石発見 AFP通信（2016年10月20日）2016年11月4日閲覧
7. ↑  “ミャンマーで地滑り　死者160人以上、行方不明も多数”.   朝日新聞 (2020年7月3日). 2020年6月29日閲覧。